# Crkva sv. Jurja mučenika i Srca Marijina u Kaniškoj Ivi
Crkva sv. Jurja mučenika i Srca Marijina u Kaniškoj Ivi župna je rimokatolička crkva u selu Kaniškoj Ivi u Bjelovarsko-bilogorskoj županiji.
Jednobrodna je građevina pravokutnog tlocrta s užim zaobljenim svetištem uz koje je s južne strane smještena sakristija i dograđen prizemni aneks. Zvonik je podignut s južne strane pročelja. Unutrašnjost je svođena baroknim križnim svodom s pojasnicama koje se nastavljaju u pilastre uz bočne zidove. Pjevalište je poduprto dvama stubovima, ograđeno ravnom zidanom ogradom. Crkveni je inventar s početka 20. stoljeća, osim slika sv. Jurja i sv. Valentina iz 1864. godine i orgulja iz 1860. godine. Crkva je sagrađena 1758., a zvonik 1829. godine.

## Zaštita
Pod oznakom Z-2243 vodi se kao nepokretno kulturno dobro - pojedinačno, pravnog statusa zaštićena kulturnog dobra, klasificirano kao "sakralna graditeljska baština".